# Niels Coussement
Niels Coussement (Oostende, 2 februari 1991) is een Belgische voetballer die uitkomt voor KSK Zwevezele. Coussement kan zowel op de linker- als de rechterflank uit de voeten, in de verdediging of op het middenveld. In 2009 debuteerde hij in het eerste elftal van KV Oostende. In augustus 2015 werd hij voor een seizoen uitgeleend aan KSV Roeselare. Daarna ging hij bij Cercle Brugge spelen.

## Clubcarrière
Coussement sloot zich op zesjarige leeftijd aan bij de jeugdopleiding van KVO. Op 19 augustus 2009 debuteerde hij in het eerste elftal, toen nog in Tweede klasse, thuis tegen RWDM Brussels. Op 21 februari 2010 maakte hij z'n eerste doelpunt voor de kustploeg, in de thuiswedstrijd tegen KV Turnhout.
In 2013 promoveerde Coussement met Oostende naar de hoogste afdeling. Op 8 maart 2014 debuteerde hij in de Jupiler Pro League, in een thuiswedstrijd tegen KV Kortrijk. Tijdens het seizoen 2015/16 werd Coussement uitgeleend aan SV Roeselare. Meteen na die uitleenbeurt vertrok hij tranfervrij naar Cercle Brugge. In het seizoen 2017/18 verhuurde de Brugse vereniging hem aan FC Knokke. Na afloop van de uitleenbeurt trok hij op definitieve baiss naar KSK Zwevezele.